# Abu Tammam

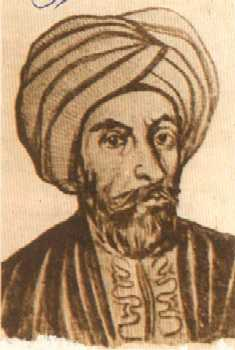
Abū Tammām in un disegno di fantasia.

(L'amato dorme)
Abū Tammām Ḥabīb ibn Aws (in arabo أبو تمام حبيب بن أوس‎?; Jasim, 805 – Mosul, 845) è stato un poeta e filologo arabo.

## Biografia
Figlio di un cristiano di nome Thādhūs (Taddeo o Teodosio), nacque a Jāsim dalla tribù araba dei Tayyi', nel Hawran siriano, una località a nord-est del Mar di Galilea, tra Damasco e Tiberiade, vicino a Manbij. Sembra che abbia trascorso la gioventù a Homs, dove Dik al-Jinn gli fece da maestro. Stando a quanto racconta la tradizione storica, egli lavorò durante la gioventù vendendo acqua presso una moschea del Cairo. Il suo debutto come poeta fu in Egitto, ma non essendo riuscito a costruirsi un vita in quella città si trasferì a Damasco e poi a Mosul. Lì andò a fare una visita al governatore dell'Armenia, grazie al quale divenne un uomo benestante.
Dopo l'833, visse soprattutto a Baghdad, alla corte del califfo abbaside al-Muʿtaṣim. Da Baghdad si diresse verso la regione del Khorasan, dove godette dei favori di ʿAbd Allāh ibn Ṭāhir. Intorno all'845 andò a Maʿarrat al-Nuʿmān, dove incontrò il poeta al-Buḥturī. Morì a Mosul.
Abū Tammām è molto conosciuto nella letteratura del IX secolo per i suoi componimenti che constano di brevi poesie denominate Ḥamāsa. Le Ḥamāsa (in arabo, "Esortazioni") costituiscono una delle più grandi antologie di letteratura araba mai scritte. Molte di esse sono frammenti selezionati da lunghi poemi. Questo è uno dei tesori della prima poesia araba, tali poesie sono di straordinaria bellezza. Più tardi l'antologia fu riscritta da al-Buḥturī con lo stesso nome e infine fu usata in tempi moderni per raccontare "l'eroico poema epico".
La poetica di Abū Tammām distoglieva il significato tradizionale del linguaggio e lo trasformava, spiegando il suo modo di pensare: in un verso, ad esempio poteva usare due parole con una stessa radice, una aveva un significato materiale e l'altra astratto.